# Aston Martin DB Mk III
Aston Martin DB Mk III är en sportbil, tillverkad av den brittiska biltillverkaren Aston Martin mellan 1957 och 1959. 
Mk III-modellen var den sista utvecklingen av DB2-familjen. Den efterträdde DB2/4 Mk II och försågs med ett moderniserat frontparti och uppgraderad motor.
Bilen tillverkades i 551 exemplar.
Motor:
| Modell    | Motor               | Cylindervolym | Effekt | Bränslesystem     |
| --------- | ------------------- | ------------- | ------ | ----------------- |
| DB Mk III | 6-cyl radmotor dohc | 2922 cm³      | 162 hk | 2 st SU förgasare |